# Compigny
Compigny ist eine französische Gemeinde mit 182 Einwohnern (Stand: 1. Januar 2022) im Département Yonne in der Region Bourgogne-Franche-Comté; sie gehört zum Arrondissement Sens und zum Kanton Thorigny-sur-Oreuse (bis 2015: Kanton Sergines). Die Einwohner werden Compigniens genannt.

## Geographie
Compigny liegt etwa 18 Kilometer nördlich von Sens. Umgeben wird Compigny von den Nachbargemeinden Montigny-le-Guesdier im Norden und Nordwesten, Jaulnes im Norden, Villenauxe-la-Petite im Nordosten, Pailly im Osten und Südosten, Plessis-Saint-Jean im  Süden und Südosten sowie Sergines im Süden und Westen.

## Bevölkerungsentwicklung
| Jahr                       | 1962 | 1968 | 1975 | 1982 | 1990 | 1999 | 2006 | 2013 |
| Einwohner                  | 120  | 110  | 75   | 92   | 112  | 117  | 154  | 169  |
| Quellen: Cassini und INSEE |      |      |      |      |      |      |      |      |

## Sehenswürdigkeiten

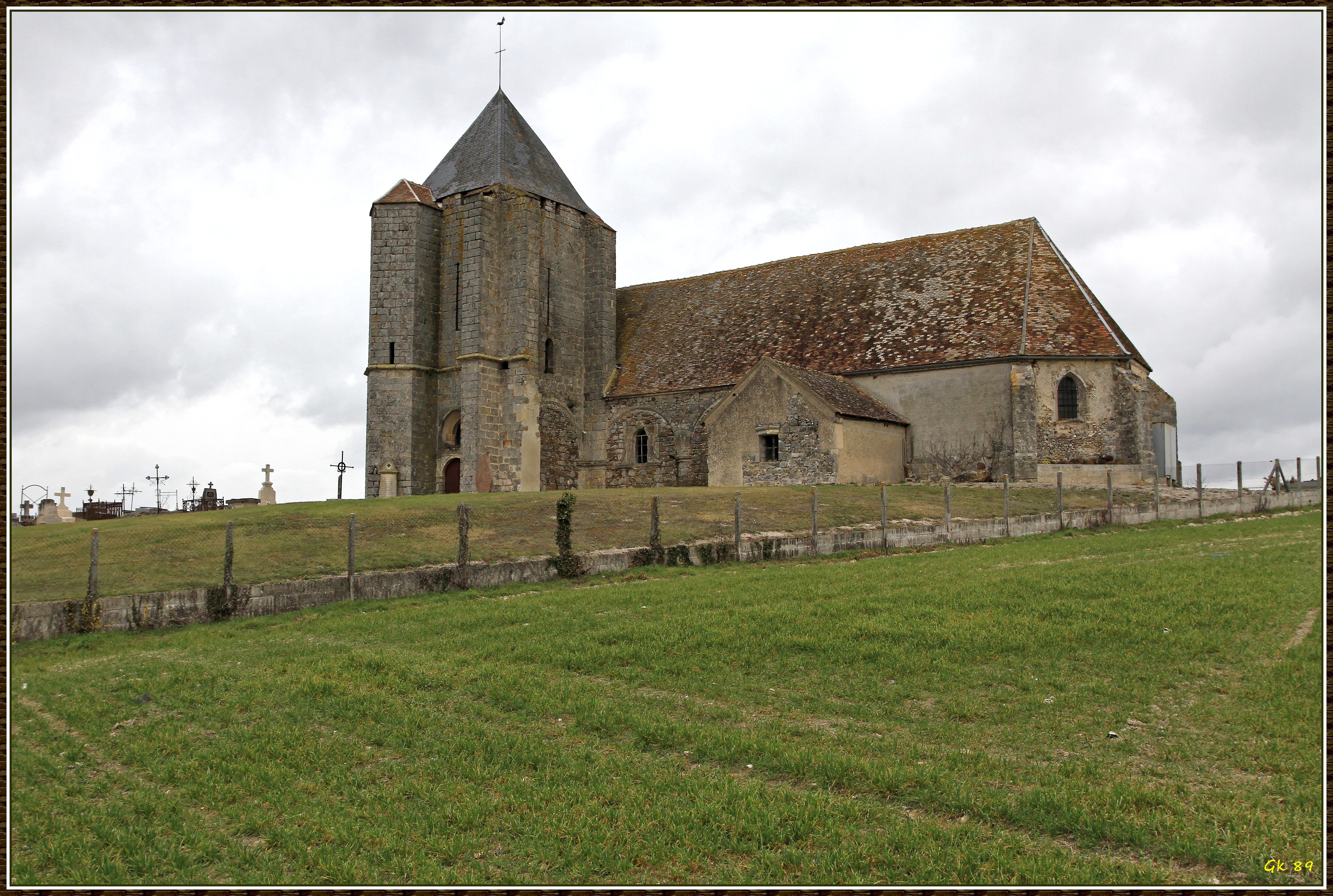
Kirche Saint-Léger

- Kirche Saint-Léger, seit 2001 Monument historique